# The Rosie O'Donnell Show
The Rosie O'Donnell Show foi um talk show diário estadunidense apresentado e produzido pela atriz e comediante Rosie O'Donnell. Foi ao ar durante seis temporadas de 1996 a 2002. Tópicos normalmente discutidos no programa incluía: Teatro da Broadway, crianças, família e trabalhos para caridade.